# Uleanovka, Bilozerka
Uleanovka (în ucraineană Ульяновка) este un sat în comuna Fedorivka din raionul Bilozerka, regiunea Herson, Ucraina.

## Demografie
Componența lingvistică a localității Uleanovka
     Ucraineană (90,38%)
     Rusă (7,44%)
     Belarusă (1,27%)
Conform recensământului din 2001, majoritatea populației localității Uleanovka era vorbitoare de ucraineană (90,38%), existând în minoritate și vorbitori de rusă (7,44%) și belarusă (1,27%).